# Dybowo (powiat olecki)
Dybowo (niem. Diebowen, później Diebauen) – wieś w Polsce położona w województwie warmińsko-mazurskim, w powiecie oleckim, w gminie Świętajno. W latach 1975–1998 miejscowość należała administracyjnie do województwa suwalskiego.

## Historia
Wieś czynszowa na prawie chełmińskim, założona przez Jana Dybowskiego ze starostwa piskiego, który 26 listopada 1564 kupił od starosty książęcego Wawrzyńca von Halle trzy włóki boru na sołectwo (po 60 grzywien za każdą włókę) i zobowiązał się do zasiedlenia 30 włók chłopami czynszowymi. Okres wolnizny wyznaczono na 10 lat. W 1600 we wsi mieszkali sami Polacy. Szkoła w Dybowie została założona około 1737. W 1800 wieś należała parafii Cichach. W tym czasie ludność zamieszkująca wieś w całości była pochodzenia polskiego. W 1935 w szkole zatrudniony był jeden nauczyciel, a uczęszczało do niej 25 dzieci. W 1938 wieś zamieszkiwało 359 osób.
Nazwa wsi pochodzi od nazwiska zasadźcy, a polska nazwa wsi przetrwała do pierwszej połowy XX w.
W pobliżu osady znajduje się grodzisko Jaćwingów.